# 長額錘型象沫蟬
長額錘型象沫蟬（学名：Philagra longirostris）为尖胸沫蟬科象沫蟬屬下的一个种。其种加词“longirostris”意为“长吻的”。